# Priipalu
Priipalu – wieś w Estonii, prowincji Valga, w gminie Õru.